# Hans Jürgen Wildberg
Hans Jürgen Wildberg (* 12. April 1950 in Flensburg; † 27. Mai 2025) war ein deutscher Jurist und Landrat.

## Ausbildung
Nach dem Abitur studierte Hans Jürgen Wildberg Rechtswissenschaften an der Christian-Albrechts-Universität zu Kiel, der Universität Lausanne und der University of Chicago. An der University of Chicago erwarb er 1975 den Grad eines LL.M. An der Christian-Albrechts-Universität in Kiel promovierte Wildberg 1978 zum Dr. iur. mit einer Dissertation über die Internationale Meeresbodenbehörde am Institut für Internationales Recht (jetzt: Walther-Schücking-Institut für Internationales Recht).

## Werdegang
Nach dem Studium war Wildberg von 1979 bis 1981 Dozent für deutsches öffentliches Recht am Centre for European Governmental Studies (jetzt: Edinburgh Europa Institute) an der University of Edinburgh. Von 1982 bis 1990 war Wildberg als Referent für Seeverkehr im Bundesverkehrsministerium tätig mit Stationen in Hamburg und Bonn, dabei von 1983 bis 1988 als Verkehrsattaché an der Ständigen Vertretung der Bundesrepublik Deutschland bei den Europäischen Gemeinschaften in Brüssel.
1990 wurde Wildberg (parteilos) vom Kreistag auf 8 Jahre zum Landrat des Kreises Stormarn in Schleswig-Holstein gewählt. Nach der inzwischen rückgängig gemachten Einführung der Direktwahl der Landräte in Schleswig-Holstein trat er 1998 nicht zur Wiederwahl an.
Von 1999 bis 2006 wirkte Wildberg als Gastprofessor für vergleichendes Verfassungs- und Verwaltungsrecht im Projekt EuroFaculty des Ostseerates an der Reform der juristischen Studiengänge in Estland, Lettland, Litauen und Kaliningrad (vormals Königsberg) mit. Die Universität Lettlands in Riga verlieh Wildberg 2003 die Ehrendoktorwürde.

## Veröffentlichungen
- Die internationale Meeresbodenbehörde (ISA): ihre rohstoffwirtschaftliche Aufgabe, entwicklungspolitische Bedeutung und der Entwurf durch die 3. Seerechtskonferenz. Duncker und Humblot, Berlin 1979, zugleich: Universität Kiel, Fachbereich Rechtswissenschaft, Dissertation, 1977 ISBN 978-3-428-04348-4 (= Studien aus dem Institut für Internationales Recht an der Universität Kiel 6)
- Auf der Suche nach dem Nomos im Meeresvölkerrecht – Eine Anmerkung zur Diskussion über den Tiefseebergbau, in: Zeitschrift für Rechtspolitik 1981, Heft 9, S. 204–208
- Quo vadis EuGH: Verkehrspolitik oder Verfahrensrecht? – Anmerkungen zur Untätigkeitsklage. In: Neue Juristische Wochenschrift, Jg. 1985, Heft 22, S. 1261–1264.
- mit Valdis Krasts: Salīdzinošās Administratīvās Tiesības. Latvijas Universitāte, Riga 2002, ISBN 9984-725-61-8 (lettisch).
- mit Klaus Meßerschmidt: Bürger im Rechtsstaat – Juristischer Studienkurs für die Deutschlandstudien der FernUniversität Hagen in den baltischen Staaten. Fernuniversität Hagen, Hagen 2002.
- mit Gita Feldhūne: Atsauces Satversmei. Latvijas Universitāte, Riga 2003, ISBN 9984-725-82-0 (lettisch).
- mit Klaus Meßerschmidt und Laila Niedre: Pilsonis tiesiskā valstī. Latvijas Universitāte, Riga 2004, ISBN 9984-725-94-4 (lettisch); russische Übersetzung: Гражданин в правовом государстве. Latvijas Universitāte, Riga 2009, ISBN 978-9984-45-135-0.
- Reforming Legal Education in the Baltic States: EuroFaculty Law Programme 1993-2005. In: The Uppsala Yearbook of East European Law, Jg. 2004, S. 197–209.
- Alles Einrichtungssache. Eine autobiographische Collage. Selbstverlag, Bad Oldesloe 2018.
- Alles Ansichtssache. Ein autobiographisches Kaleidoskop. Selbstverlag, Bad Oldesloe 2018.

Als Herausgeber:
- Rudolf Wildberg: Kriegstagebücher 1939/40,1941,1944/45. Selbstverlag, Bad Oldesloe, 2. Aufl. 2009.
- Rudolf Wildberg: Erinnerungen aus meiner Jugend. Selbstverlag, Bad Oldesloe, 2. Aufl. 2009.